# Premi de la Crítica de poesia catalana
El Premi de la Crítica de poesia catalana és un guardó literari anual que, des de l'any 1978, concedeix cada any l'Associació Espanyola de Crítics Literaris a la millor obra de poesia escrita en llengua catalana durant l'any anterior. Encara que es van lliurar per primera vegada el 1962, no es van tornar a concedir fins a 1976. El 1977 no es va concedir per un problema de dates, i a partir de 1978 ja es van lliurar de forma anual. Des de l'any 2002 l'Associació d'Escriptors en Llengua Catalana és l'encarregada de coordinar el guardó.
El premi, que no té dotació econòmica, és concedit durant el mes d'abril de cada any, després de la deliberació d'un jurat integrat per 22 membres de l'Associació Espanyola de Crítics Literaris, que també concedeixen el Premi de la Crítica de narrativa catalana.
L'Associació Espanyola de Crítics Literaris concedeix altres Premis de la Crítica, a obres escrites en les altres tres llengües oficials a Espanya: el castellà, el gallec i el basc.
L'autor més guardonat ha estat Miquel Martí i Pol en tres ocasions: 1979, 1991 i 1994.

## Guanyadors
- 1962 Blai Bonet per Comèdia
- 1976 Joan Vinyoli per Ara que és tard
- 1977 No concedit
- 1978 Ramon Pinyol per Alicates
- 1979 Miquel Martí i Pol per Estimada Marta
- 1980 Josep Maria Llompart per Mandràgola
- 1981 Joan Margarit per Vell malentès
- 1982 Agustí Bartra per Haikus d'Arinsal
- 1983 Francesc Parcerisas per L'edat d'or
- 1984 Joan Vinyoli per Passeig d'aniversari
- 1985 Josep Vicenç Foix per Cròniques de l'utrason
- 1986 Joan Brossa per Sonets a Gofredina
- 1987 Blai Bonet per El jove
- 1988 Pere Gimferrer per El vendaval
- 1989 Antoni Marí per Un viatge d'hivern
- 1990 Narcís Comadira per En quarantena[2]
- 1991 Miquel Martí i Pol per Suite de Parlavà
- 1992 Antoni Puigverd per Curset de natació
- 1993 Enric Casasses per No hi érem
- 1994 Miquel Martí i Pol per Un hivern plàcid
- 1995 Joan Brossa per Passat festes
- 1996 Joan Perucho per Els jardins botànics
- 1997 Jordi Cornudella per El germà de Catul
- 1998 Carles Torner per Viure després
- 1999 Jordi Sarsanedas per Cor meu, el món
- 2000 Jaume Pont per Llibre de frontera

- 2002 Lluís Solà per De veu en veu
- 2003 Màrius Sampere per Les imminències
- 2004 Maria Beneyto per Bressoleig a l'insomni de la ira
- 2005 Jordi Pàmias per Terra cansada
- 2006 Josep Lluís Aguiló per Monstres
- 2007 Ponç Pons per Nura
- 2008 Joan Margarit per Casa de Misericòrdia
- 2009 Teresa Pascual per Rebel·lió de la sal
- 2010 Carles Miralles per L'ombra dels dies roja
- 2011 Anna Montero per Teranyines
- 2012 Perejaume per Pagèsiques
- 2013 Jordi Llavina per Vetlla[3]
- 2014 Carles Duarte per Alba del vespre[4]
- 2015 Màrius Sampere per Ningú més i l'ombra[5]
- 2016 Gemma Gorga per Mur
- 2017 Lluís Solà per Poesia completa
- 2018 Zoraida Burgos i Matheu per Convivència d'aigües
- 2019 Enric Casasses per El nus la flor
- 2020 Dolors Miquel per Ictiosaure
- 2021 Maria Josep Escrivà per Sempre és tard
- 2022 Joan Todó per La vista als dits[6]
- 2023 Àngels Marzo per El rastre nival